# Струнников, Василий Тимофеевич
Василий Тимофеевич Струнников (1884 — 1 января 1946, Ленинград) — крупнейший специалист в теории корабля. Работал с видными корабельными инженерами С. А. Руберовским и В. К. Скорчеллетти.

## Биография
В. Т. Струнников родился в 1884 году в Белгородской волости Калязинского уезда Тверской губернии в купеческой семье. Окончил с отличием пятую классическую гимназию в Москве и поступил в Санкт-Петербургский политехнический институт.
В 1909 году окончил кораблестроительное отделение политехнического института и был оставлен при нём «для подготовки к научной работе».

### Балтийский завод
Его дальнейшая научная и инженерная деятельность тесно была связана с Балтийским заводом.
После окончания института Василий Тимофеевич Струнников поступил на работу в Петербурге на Балтийский судостроительный завод.
В справочнике «Весь Петербург. 1911 год» можно прочесть «Струнников Василий Тимофеевич — Потомственный Почетный Гражданин. Морской инженер. Каменноостровский, д.20., Балтийский судостроительный завод».
1912—1917 — завотделом подводного плавания на Балтийском судостроительном заводе.
При его участии были созданы подводные лодки «Вепрь», «Волк», «Змея», «Единорог». В 1918—1919 — зампред Комиссии по судостроению Главного Комитета Государственных Сооружений. В 1920-21-е годы — начальник Северо-Западной области водного транспорта. В 1922—1930 годах — сотрудник Транспортной секции Госплана СССР.
Струнников активно занимался научно-общественной деятельностью: 1922—1924 — член Научно-Технического Комитета НКПС, 1924—1930 — член ТехСовета Регистра СССР, 1929—1930 — редактор отдела «Судостроение» в Технической Энциклопедии.
В эти же годы наряду с инженерной работой он преподавал — до 1924 года в звании доцента, с 1924 года в звании профессора.
В. Т. Струнников читал лекции по теории корабля в Санкт-Петербургском политехническом институте, Высшей школе водного транспорта в Ленинграде и московском институте инженеров транспорта им. Дзержинского. Вел курс по судовым двигателям в Ломоносовском Институте.

### Арест
22 июля 1930 года Василий Тимофеевич Струнников был арестован по делу Промышленной партии (союза инженерных организаций), «контрреволюционной вредительской организации верхушки буржуазной инженерно-технической интеллигенции и капиталистов».
Руководители Промышленной партии были связаны с белогвардейской эмиграцией, в частности с «Торгпромом» («Торгово-промышленным комитетом») — объединением бывших русских промышленников в Париже во главе с Рябушинским.
Постановлением ОГПУ от 18 марта 1931 года Струнникова на основании статьи 58 п.п. 6,7 и 11 приговорили к расстрелу. Высшая мера заменена заключением в ИТЛ сроком на 10 лет.
Постановлением ОГПУ от 9 июля 1933 года досрочно условно освобожден — с разрешением свободно проживать на территории СССР.

### Наркомвод
После освобождения он работал руководителем секции по судостроению в Техотделе ЭКУ ОГПУ, затем — в Управлении по изысканию и проектированию канала Волго-Дон. Руководил проработкой типов судов для проектов Беломоро-Балтийского водного пути, Маныческого водного пути и Большой Волги. Одновременно исследовал движение судов в шлюзах, редактировал отдел теории корабля «Энциклопедии судостроения».
С 1934 года Струнников — член Техсовета при Наркоме водного транспорта и член Комитета по стандартизации при Наркомводе.
Вел общественную работу, являясь председателем бюро группы Судостроения инженерно-технической секции.
1940—1945: завкафедрой механики корабля в Московском институте рыбной промышленности и хозяйства.
Василий Струнников скончался 1 января 1946 года. Погребен на Ваганьковском кладбище в Москве.
Заключением Генеральной Прокуратуры СССР от 28 марта 1989 года Струнников Василий Тимофеевич реабилитирован.